# アルス (カザフスタン)
アルス（カザフ語: Арыс）は、カザフスタン共和国・テュルキスタン州の町。ロシア語名ではアルィース（Арыс）またはアルィーシ（Арысь）と呼ばれる。行政上は地区と同格の都市で、人口は78,781人（2022年）。

## 交通
アルスは鉄道交通の要衝で、トランス・アラル鉄道（オレンブルク - アルス - タシュケント）とトルキスタン・シベリア鉄道（アルス - アルマトイ - バルナウル）という2つの幹線の基点である。駅舎は1904年に建設された。1902年から1905年に作られた建造物が保存されている。

## 経済
アルスの経済は主に農業で、綿花や穀物の栽培や家畜の飼育である。枕木工場や電気機関車・貨車の修理なども町の産業である。